# Alfonso Graña
Ildefonso Graña Cortizo, (Avión, Galicia, España, 5 de marzo de 1878 - Datem del Marañón, Perú, 1934), fue un explorador y aventurero español, más conocido como Alfonso Graña. Fue proclamado "Rey de los Jíbaros", con el nombre de "Alfonso I de la Amazonia". Fue rey (apu) de las tribus jíbaras, aguaruna y huambisa en los ríos Nieva y Santiago del Alto Marañón.

## Trayectoria

### Emigración
La pobreza y las enfermedades castigaban secularmente las comarcas de la montaña gallega, lo que motivó a finales del siglo XIX una emigración masiva a América. Graña, como otros muchos de la zona, embarcó con destino a (Brasil) y un tiempo después en 1910, se trasladó a Iquitos (Perú) donde trabaja como cauchero y buscador de oro. Tras la crisis mundial del caucho, en 1922, se internó en lo más profundo de la selva acompañado de un vecino y amigo de Galicia.

### En la selva
Allí se encontraron con una tribu de indios jíbaros. Presumiblemente su amigo es asesinado, pero a Alfonso Graña le respetaron la vida porque se encaprichó de él la hija del apu (jefe). Cuando murió el jefe, Alfonso Graña se convirtió en su sucesor con el nombre de «Alfonso I rey de la Amazonia». Tuvo dos hijos con la hija del jefe de los jíbaros, de los cuales, la niña (que era la mayor) murió muy joven, hacia los 10 años. 

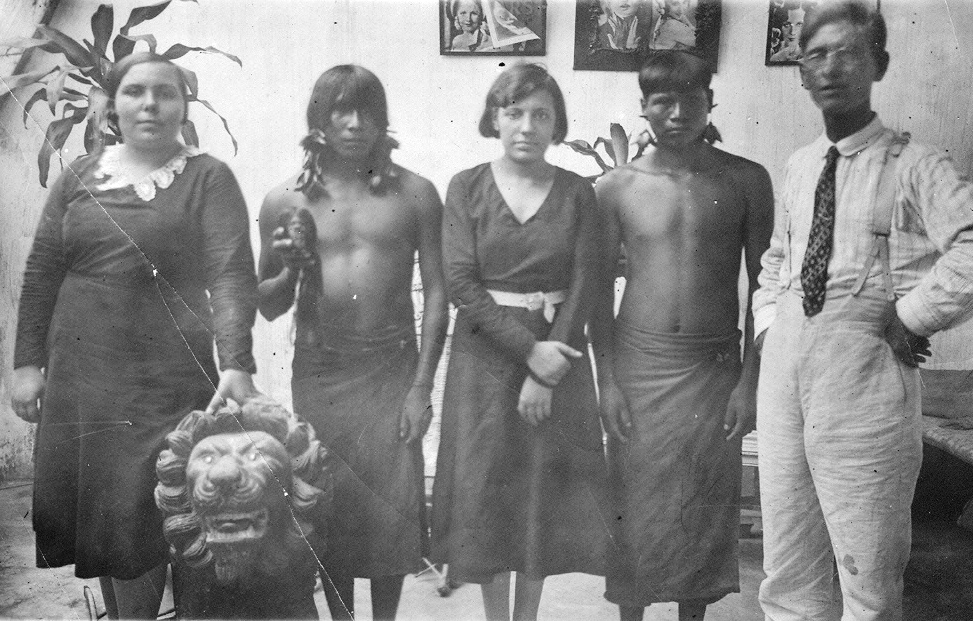
Avia, Ambuxo, Costea, Bisuma y Graña, en casa de Mosquera.

Durante varios años se pierde su rastro, hasta que un día aparece en Iquitos con remeros indios y dos balsas cargadas con productos de la selva. Allí visita a otro gallego, Cesáreo Mosquera Chousal, propietario de la célebre librería «Amigos del País», lugar de encuentro de muchos emigrantes. Mosquera por aquellas fechas tuvo conocimiento de que el capitán Francisco Iglesias Brage, piloto de renombre, preparaba una expedición al Amazonas y le escribió para ofrecerle su apoyo y el de Graña. Iglesias Brage, muy complacido, aceptó y dio comienzo a una extensa correspondencia que comenzó en 1931 y finaliza en 1935. Durante estos años, cada vez que baja de la selva relata a Mosquera cuanto pudiera ser de interés para la expedición y este se lo envía al capitán Iglesias Brage, que a su vez se lo facilita al periodista Víctor de la Serna, el cual le dedica varios artículos. Por causa del principio de la guerra civil española, la expedición no se llegó a realizar.
Cuando, las empresas estadounidenses Standard Oil of Ohio y la Standard California, quisieron explorar el territorio en busca de petróleo, tuvieron que pactar con Graña, que los guio a través de la selva: …y los americanos pudieron vivir y comer… 
En 1932 la Latin American Expedition, dirigida por Mr. Williers, se perdió en la selva; Graña salió en su auxilio aprovisionándolos de víveres. En 1933 un avión de la Fuerza Aérea del Perú se estrelló en la selva, falleciendo el piloto Subalférez Alfredo Rodríguez Ballón. Con la ayuda de sus fieles indios embalsama el cadáver, construye un ataúd con madera y chapas y, en dos balsas de más de 10 metros que el mismo había construido, traslada el féretro y dos hidroaviones desarmados hasta Iquitos, atravesando los temibles rápidos como el Pongo de Manseriche, en una epopeya sin precedentes. Por este gesto fue gratificado por las Fuerzas aéreas peruanas. En la actualidad, el Aeropuerto de Arequipa ( Perú) lleva el nombre del piloto rescatado por Graña Aeropuerto Internacional Rodríguez Ballón. Alfonso Graña falleció en la selva en 1934 a los 56 años, con la respetuosa veneración de los indios jíbaros.
Aún hoy, hay familiares de Alfonso Graña en Iquitos, pues durante su período de búsqueda de caucho, hizo traer a su hermana Florinda Graña desde España y ésta se casó con otro español, también buscador de caucho, José Iglesias Álvarez de Aragón, junto a quienes realizó varias expediciones en búsqueda del preciado material (caucho). Se sabe que en estas expediciones también los acompañaron los hijos pequeños de su hermana, nacidos hasta ese momento.